# Tripes à la provençale
Les tripes à la provençale sont un mets réalisé à base de gras-double de bœuf et de vin. Il est donc spécifique à la basse Provence où se trouvent, comme en Camargue, des élevages bovins, et aux Alpes provençales. Ce mets ne doit pas être confondu avec les pieds et paquets, spécialité de Marseille et de Sisteron, qui sont cuisinés à partir d'abats d'ovins.

## Historique
Durant l'Antiquité, Homère faisait référence à ce mets. Il expliquait que Thésis, la mère d'Achille, aurait offert à son fils un plat de tripes de bœuf. De même, le Grec Athénée fait aussi mention d'une préparation culinaire composée d'intestins de bestiaux.

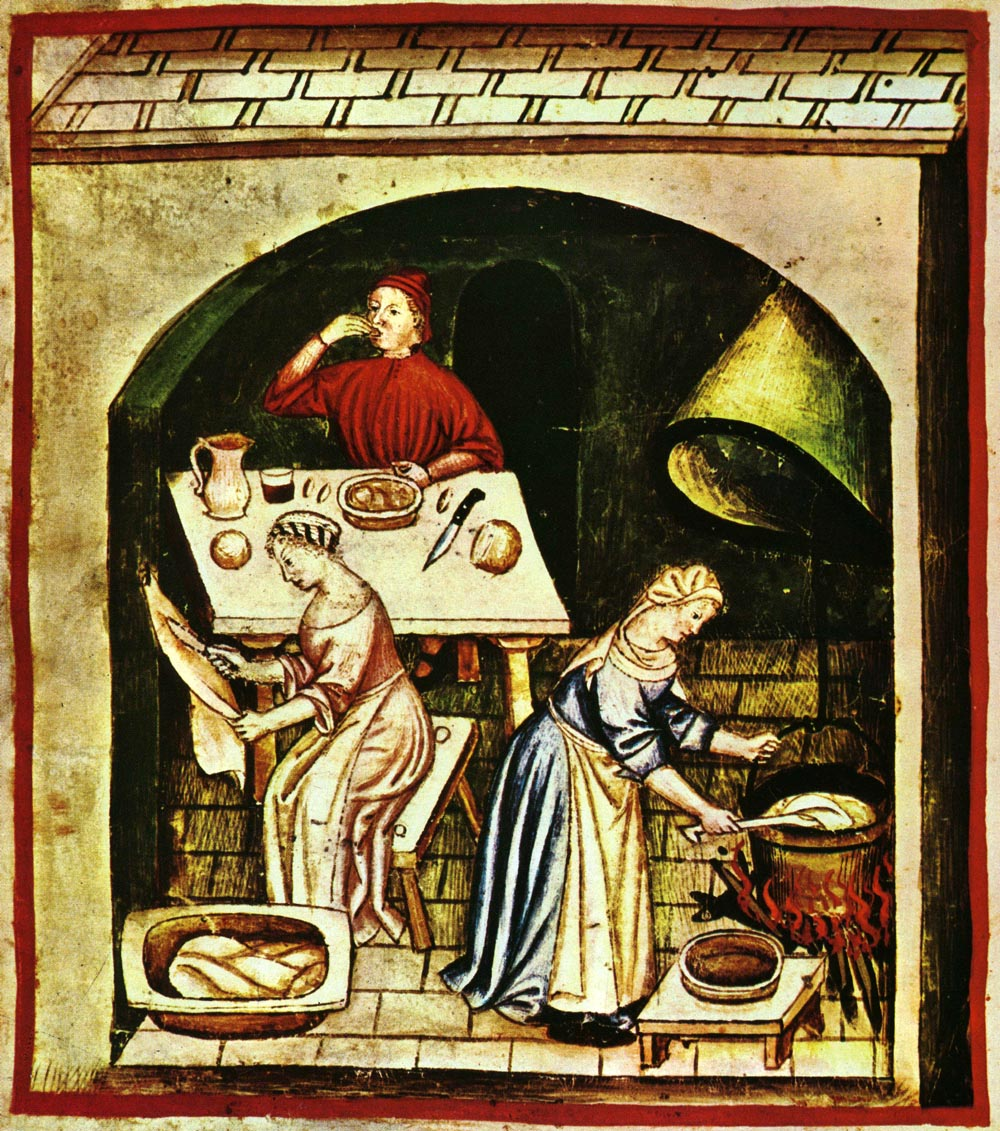
Préparation des tripes au Moyen Âge.

Durant le Moyen Âge, les tripes étaient le régal de guerriers, tel que Guillaume le Conquérant qui les accommodait avec du jus de pomme. À cette même période, dans toute l'Europe, on faisait une consommation importante de produits tripiers dont le négoce était strictement contrôlé. En 1297, à Paris, selon le registre de la taille, la corporation des tripiers avait seule le droit et le privilège de faire commerce des tripes. Les tripiers les faisaient cuire la nuit et leurs épouses les vendaient ensuite le jour.
En 1791 (décret d'Allarde), toutes les corporations furent supprimées, ce qui donna naissance aux organisations professionnelles modernes. La consommation de produits tripiers diminua vers la fin du XXe siècle en Europe, tandis qu'en Asie elle restait d'importance.

## Origine
Les tripes à la provençale sont un mets spécifique à la Provence où il est consommé de septembre à juin.

## Ingrédients
Outre le gras-double de bœuf et une bouteille de vin blanc sec, il faut une cuillère à soupe d’huile d’olive, du lard de poitrine, une cuillère à soupe de farine, un oignon, une carotte, un bouquet garni, des clous de girofle, une gousse d'ail, du concentré de tomate, un verre à liqueur d'eau-de-vie de marc de Provence, du sel et du poivre du moulin.

## Préparation

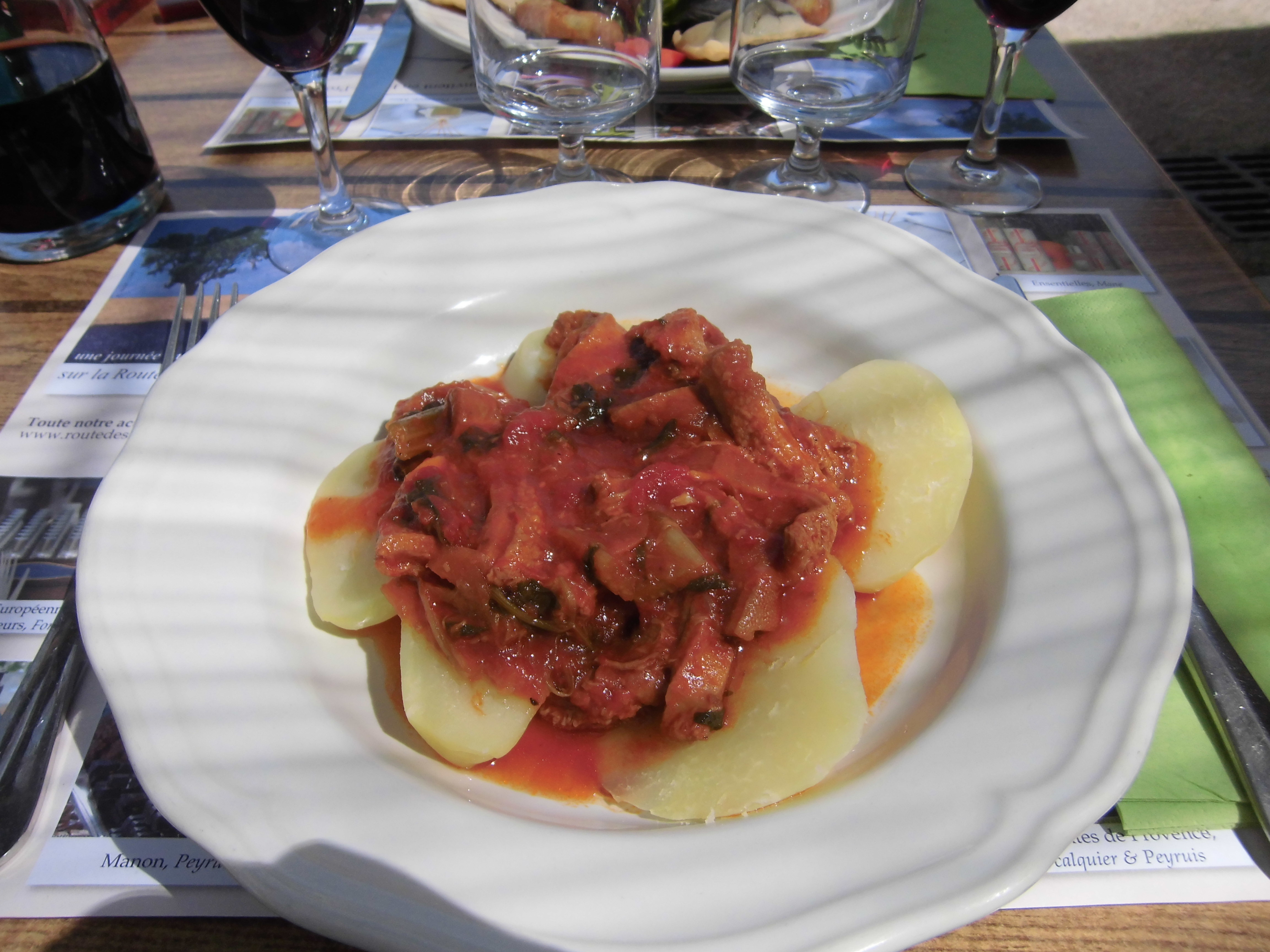
Tripes à la provençale en Haute-Provence.

L’oignon et la carotte émincés sont mis à suer tandis que les lardons sont dorés dans de l’huile d’olive. Le tout est saupoudré de farine et mélangé avec le concentré de tomate et mouillé avec le vin blanc. Les tripes en morceaux sont alors mises à cuire dans ce bouillon avec de l'ail, le bouquet garni et les clous de girofle. Après avoir salé et poivré, le tout est flambé puis mis à mijoter pendant 40 minutes. Ce mets est à servir très chaud avec des pommes de terre vapeur ou cuites à l’eau.

## Accord mets-vin
Les tripes à la provençale sont à consommer avec du vin blanc sec comme une clairette du Languedoc Adissan, un vin de Corse Porto-Vecchio, un gaillac, un pacherenc-du-vic-bilh ou encore un corbières. Plus classiquement, ce mets appelle un vin rouge régional comme le beaumes-de-venise, les côtes-du-rhône villages ou les-baux-de-provence.